# Kettingbibliotheek

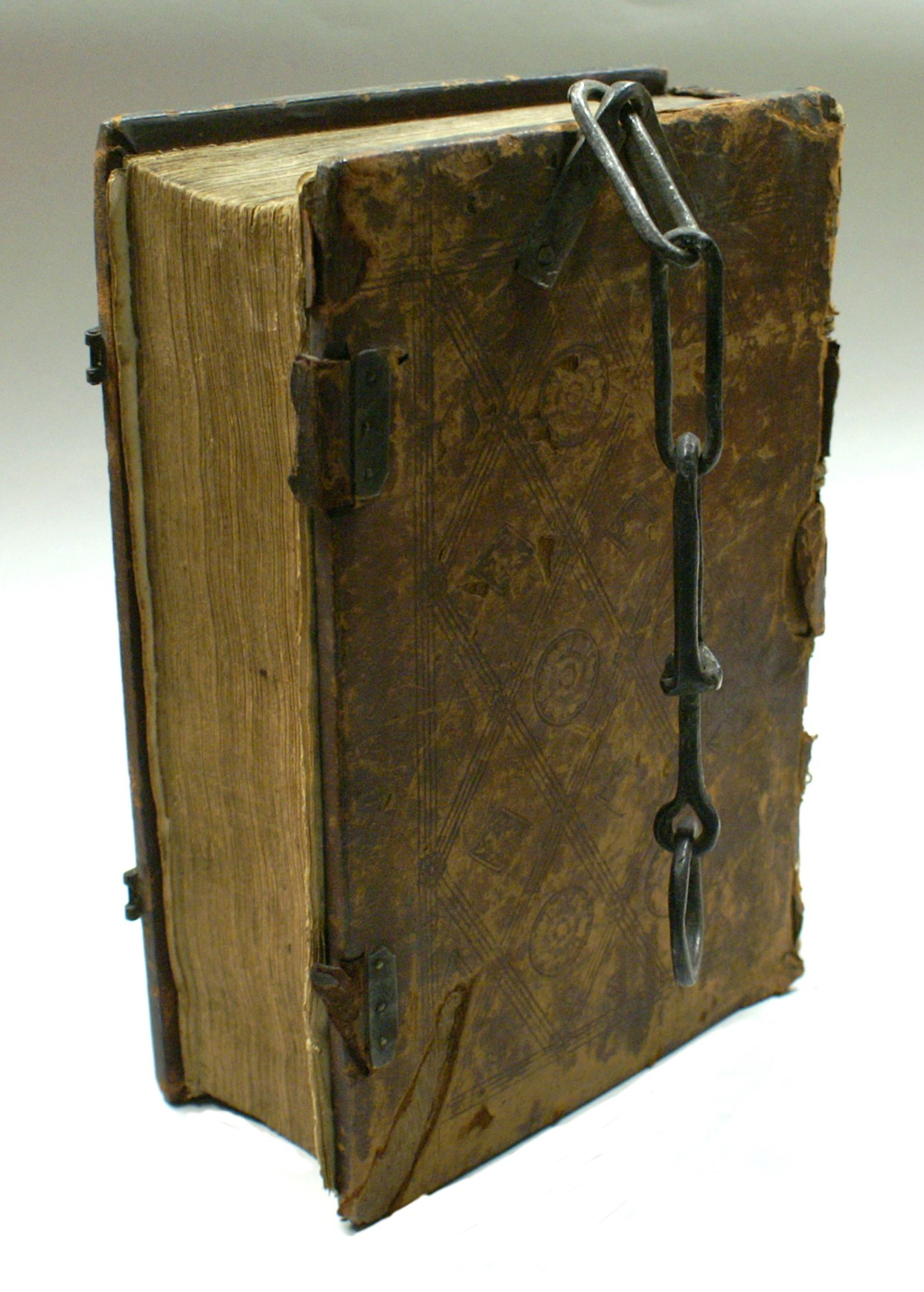
kettingboek uit 15e eeuw

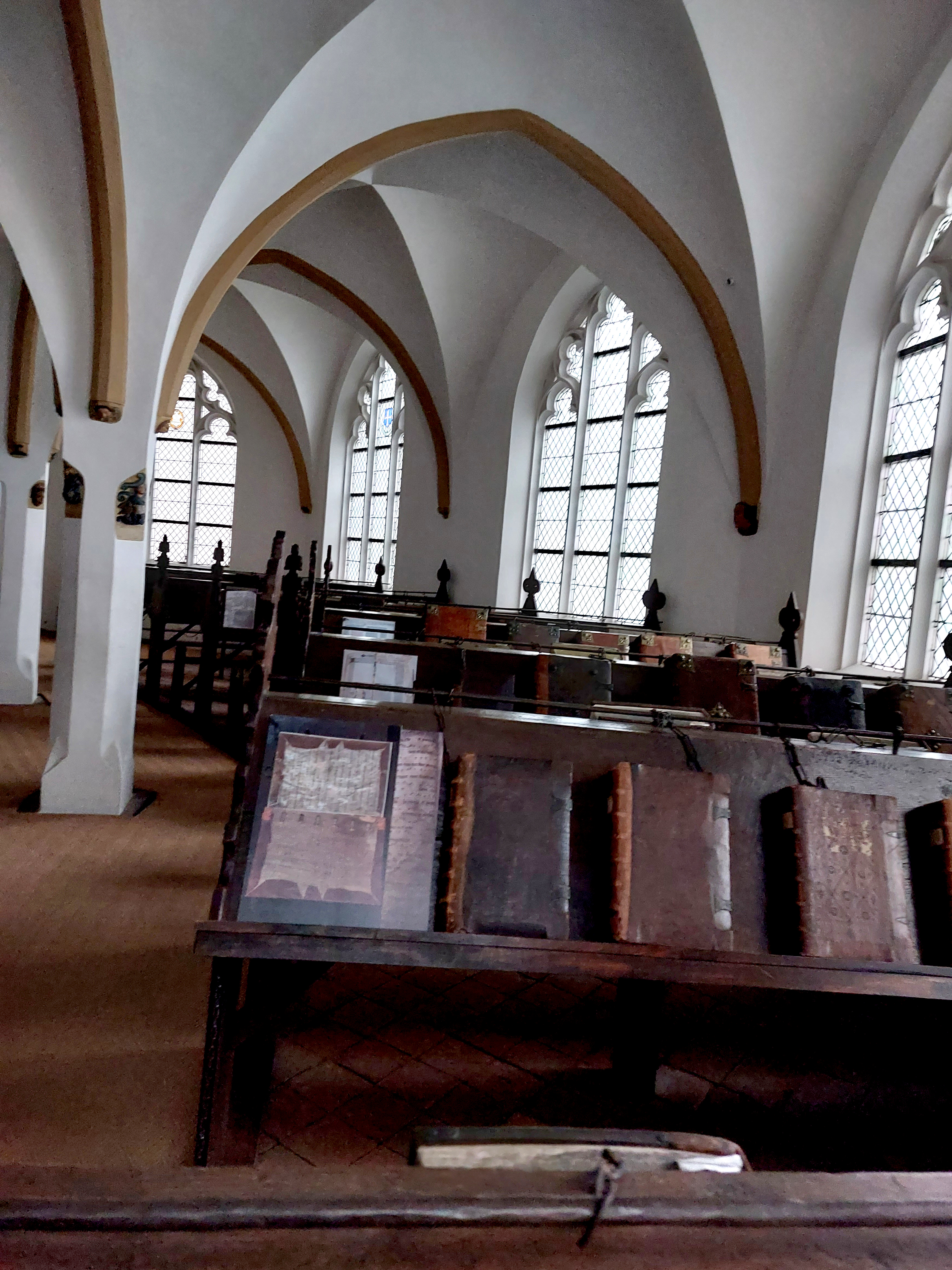
Overzichtsfoto de Librije in Zutphen

Een kettingbibliotheek is een bibliotheek waarin de boeken vastgeketend zijn om te voorkomen dat ze uit de bibliotheek worden meegenomen. Dit gebruik kwam vooral voor in de middeleeuwen en de vroegmoderne tijd in naslagbibliotheken, waar materiaal niet wordt uitgeleend maar in de bibliotheek zelf dient te worden gelezen. Het ontstaan van de kettingbibliotheek hangt vermoedelijk samen met de opkomst van de universiteiten in de 12e eeuw (Bologna, Parijs). In de noordelijke Nederlanden komt het verschijnsel in de late 16e en vroege 17e eeuw tot grote bloei. Kettingbibliotheken waren toen vaak gehuisvest in of aan de kerk van de stad. Lang niet altijd is duidelijk of zo'n boekenverzameling 'kerkbibliotheek' of 'stadsbibliotheek' genoemd moet worden. Opzet was om met name boeken die niet door particulieren konden worden aangeschaft min of meer publiek beschikbaar te stellen.

Tegenwoordig zijn er nog een aantal kettingbibliotheken waarvan er nog drie zijn in de originele staat: een in Cesena (Italië), een in Hereford (Verenigd Koninkrijk) en een in Nederland: de Librije van Zutphen, in de Walburgiskerk aan het 's-Gravenhof te Zutphen. De boeken werden in de jaren 80 en 90 van de 20e eeuw gerestaureerd. 

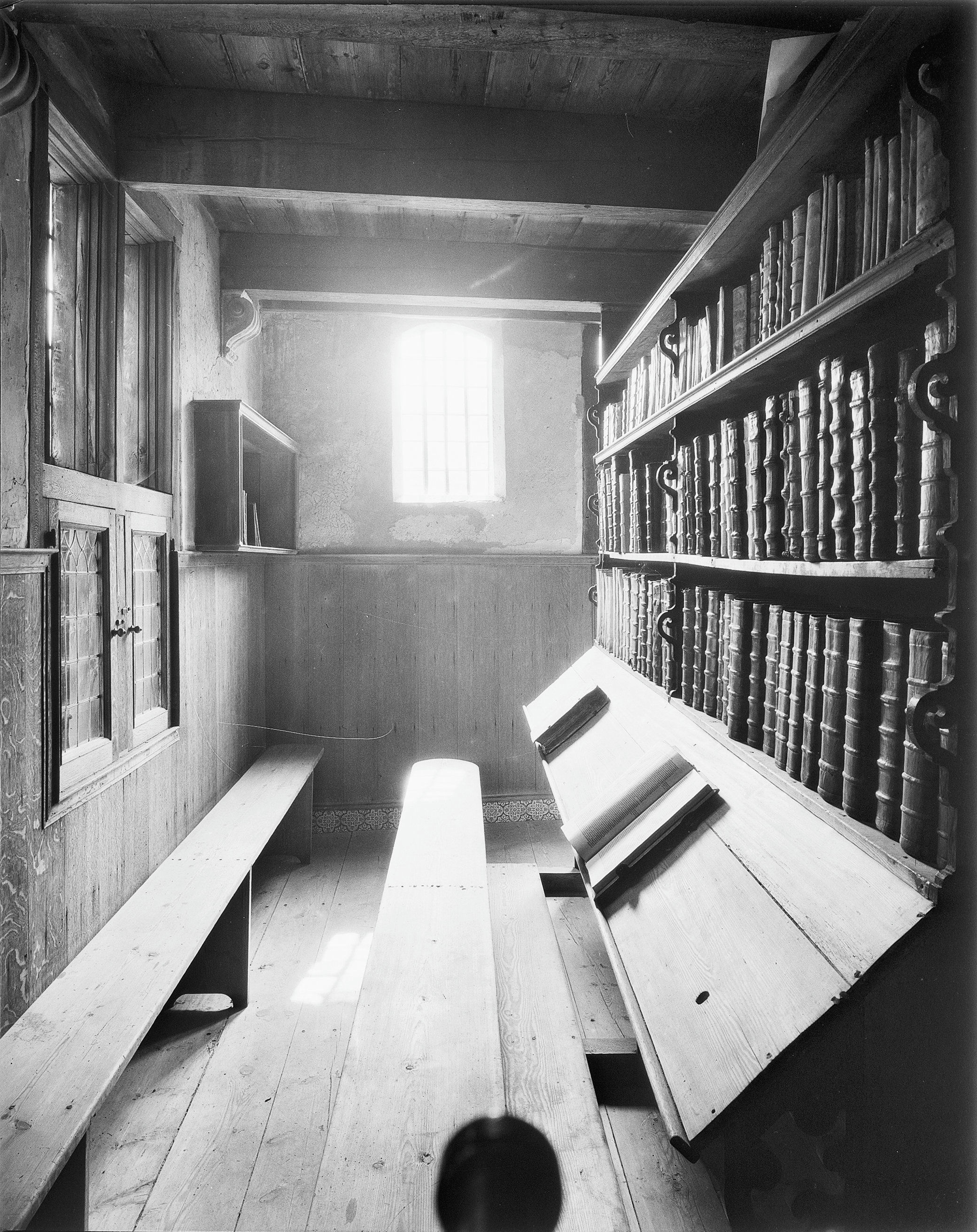
Interieur van de librije in de Wester- of sint-Gommaruskerk te Enkhuizen.

 Ook de librije van Enkhuizen was van 1657 tot 1838 een kettingbibliotheek. In 1838 vond in de Grote Kerk in Hoorn een brand plaats waarbij vrijwel alle ook daar geketende boeken verloren gingen. Kort na die gebeurtenis werd in Enkhuizen besloten de boeken niet langer aan de ketting te leggen. De boeken werden in de jaren 90 van de 20e eeuw uit de bibliotheekruimte verwijderd in verband met de restauratie van de kerk. Toen deze was afgerond, werden de boeken, na een verblijf van bijna tien jaar in de Koninklijke Bibliotheek in Den Haag, begin 2014 op hun oorspronkelijke locatie herplaatst.
Ook de librije van Edam was een kettingbibliotheek. De librije bevindt zich boven het voorportaal van de St.-Nicolaaskerk aldaar, waar ook de Latijnse school gevestigd was. Waarschijnlijk is de functie van de librije vooral die van schoolbibliotheek geweest: de boeken zijn veel kleiner van formaat. Ze zijn sinds 1934 in bruikleen bij de Koninklijke Bibliotheek. 
In de librije van Alkmaar hebben de boeken van medio zestiende eeuw tot 1819 aan de ketting gelegen. Pas met de verhuizing van de boeken naar het stadhuis van Alkmaar werden de boeken ontketend. In de librije van Gouda hebben de folianten in de zeventiende eeuw enkele decennia aan de ketting gelegen. Van meer steden is bekend dat in de kerk- en stadsbibliotheken de boeken aan de ketting lagen (bijvoorbeeld Haarlem, Dordrecht, Rotterdam, Amsterdam). Ook de bibliotheek van de Leidse universiteit was in de 17e eeuw een kettingbibliotheek.

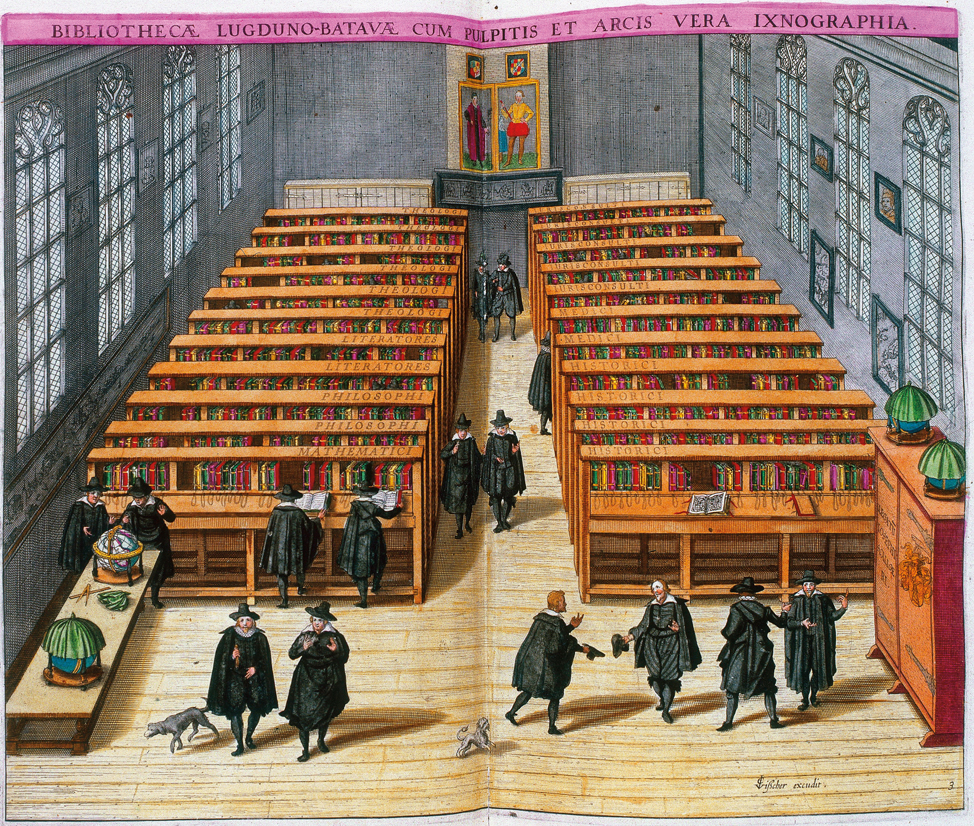
Universiteitsbibliotheek Leiden in 1610 van Woudanus in Stedeboeck der Nederlanden, Amsterdam: Willem Blaeu, 1649.